# 溴酸铽
溴酸铽是一种无机化合物，化学式为Tb(BrO3)3。它可由硫酸铽和溴酸钡反应制得，反应生成的硫酸钡可以通过过滤除去。它的九水合物以六方晶系P63mc空间群（−73 °C）结晶，具有光致发光性质。